# Marius Copil
Marius Copil, né le 17 octobre 1990 à Arad, est un joueur de tennis professionnel roumain.
Son meilleur classement en simple est 56e mondial, obtenu le 29 octobre 2018.

## Carrière
Il fait partie de l'équipe de Coupe Davis de Roumanie avec laquelle il joue souvent le simple mais le double également. Il est notamment sélectionné en 2009 avec son compatriote Horia Tecău lors du 1er tour contre la Russie, où les deux Roumains battent la paire russe composée de Teymuraz Gabashvili et Dmitri Toursounov après avoir perdu les deux premiers sets (4-6, 6-7, 7-6, 7-6, 6-4).
Il crée la surprise à l'Open de Chine en 2012 en éliminant Marin Čilić, 13e mondial à l'époque (3-6, 7-6, 6-4), mais il perd ensuite contre Florian Mayer (3-6, 6-2, 6-2).
Il a remporté trois titres en simple en Challenger (Kazan en 2011, Quimper en 2013 et Budapest en 2016).
Joueur particulièrement puissant, il a un jeu qui quelquefois lui fait faire des fautes. Il possède notamment un revers à une main et un service très puissant comme il l'a démontré au deuxième tour de l'Open d'Australie 2015 contre Stanislas Wawrinka, où il sert un service gagnant à 242 km/h, soit le plus rapide du tournoi.
En 2018, Marius Copil atteint la 73e place mondial, au lendemain de l'ATP 250 de Sofia où il atteint la finale, après avoir battu Robin Haase au 1er tour et Gilles Müller en demi-finale, qu'il perd face au Bosnien Mriza Bašić (66-7, 7-64, 4-6). La même année, il se qualifie pour le tableau principal du tournoi ATP 500 de Bâle où il atteint la finale en battant notamment deux joueurs du top 10 : Marin Čilić (no 6) et Alexander Zverev (no 5). Il s'incline en finale contre le no 3 mondial Roger Federer.

## Palmarès

### Titre en simple messieurs
Aucun

### Finales en simple messieurs
| No | Date       | Nom et lieu du tournoi       | Catégorie | Dotation    | Surface    | Vainqueur     | Score           |          |
| -- | ---------- | ---------------------------- | --------- | ----------- | ---------- | ------------- | --------------- | -------- |
| 1  | 05-02-2018 | Diema Xtra Sofia Open, Sofia | ATP 250   | 501 345 €   | Dur (int.) | Mirza Bašić   | 7-66, 64-7, 6-4 | Parcours |
| 2  | 22-10-2018 | Swiss Indoors Basel, Bâle    | ATP 500   | 1 984 420 € | Dur (int.) | Roger Federer | 7-65, 6-4       | Parcours |

### Titre en double messieurs
| No | Date       | Nom et lieu du tournoi             | Catégorie | Dotation  | Surface      | Partenaire   | Finalistes                  | Score             |          |
| -- | ---------- | ---------------------------------- | --------- | --------- | ------------ | ------------ | --------------------------- | ----------------- | -------- |
| 1  | 20-04-2015 | BRD Nastase Tiriac Trophy Bucarest | ATP 250   | 439 405 € | Terre (ext.) | Adrian Ungur | Nicholas Monroe Artem Sitak | 3-6, 7-5, [17-15] | Parcours |

### Finale en double messieurs
Aucune

## Parcours dans les tournois duGrand Chelem

### En simple
| Année | Open d'Australie | Open d'Australie | Internationaux de France | Internationaux de France | Wimbledon       | Wimbledon       | US Open         | US Open      |
| ----- | ---------------- | ---------------- | ------------------------ | ------------------------ | --------------- | --------------- | --------------- | ------------ |
| 2015  | 2e tour (1/32)   | S. Wawrinka      | —                        | —                        | —               | —               | —               | —            |
| 2016  | —                | —                | —                        | —                        | 1er tour (1/64) | Lucas Pouille   | —               | —            |
| 2017  | —                | —                | 1er tour (1/64)          | Albert Ramos             | 1er tour (1/64) | Peter Gojowczyk | 1er tour (1/64) | J.-W. Tsonga |
| 2018  | 1er tour (1/64)  | Gilles Simon     | 1er tour (1/64)          | Marco Cecchinato         | 1er tour (1/64) | Robin Haase     | 1er tour (1/64) | Marin Čilić  |
| 2019  | 2e tour (1/32)   | David Goffin     | 1er tour (1/64)          | Benoît Paire             | 1er tour (1/64) | Guido Pella     | 2e tour (1/32)  | Gaël Monfils |

N.B. : à droite du résultat se trouve le nom de l'ultime adversaire.

### En double
| Année | Open d'Australie             | Open d'Australie            | Internationaux de France | Internationaux de France    | Wimbledon                    | Wimbledon                     | US Open                     | US Open |
| ----- | ---------------------------- | --------------------------- | ------------------------ | --------------------------- | ---------------------------- | ----------------------------- | --------------------------- | ------- |
| 2017  | —                            | —                           | —                        | —                           | 1er tour (1/32) F. Verdasco  | Raven Klaasen Rajeev Ram      | —                           | —       |
| 2018  | 1er tour (1/32) V. Troicki   | Rajeev Ram Divij Sharan     | —                        | —                           | 1er tour (1/32) S. Tsitsipás | M. Demoliner S. González      | —                           | —       |
| 2019  | 1er tour (1/32) M. Fucsovics | Luke Bambridge Jonny O'Mara | 1/8 de finale R. Bopanna | Dušan Lajović J. Tipsarević | 1er tour (1/32) Ugo Humbert  | P.-H. Herbert Andy Murray     | 2e tour (1/16) Nick Kyrgios | Forfait |
| 2021  | —                            | —                           | —                        | —                           | 1er tour (1/32) Jay Clarke   | Marcus Daniell Philipp Oswald | —                           | —       |

N.B. : le nom du partenaire se trouve sous le résultat ; le nom des ultimes adversaires se trouve à droite.

## Parcours dans lesMasters 1000
| Année | Indian Wells         | Miami                | Monte-Carlo | Madrid                | Rome | Canada | Cincinnati          | Shanghai | Paris |
| ----- | -------------------- | -------------------- | ----------- | --------------------- | ---- | ------ | ------------------- | -------- | ----- |
| 2013  | —                    | 1er tour G. Rufin    | —           | 1er tour S. Wawrinka  | —    | —      | —                   | —        | —     |
| 2014  | —                    | —                    | —           | 2e tour G. Dimitrov   | —    | —      | —                   | —        | —     |
| 2015  | —                    | —                    | —           | 1er tour R. Bautista  | —    | —      | —                   | —        | —     |
| 2016  | —                    | —                    | —           | —                     | —    | —      | —                   | —        | —     |
| 2017  | 1er tour H. Zeballos | —                    | —           | 2e tour A. Murray     | —    | —      | —                   | —        | —     |
| 2018  | 1er tour P. Polansky | 2e tour K. Khachanov | —           | 1er tour J.-L. Struff | —    | —      | 2e tour Marin Čilić | —        | —     |
| 2019  | 1er tour Radu Albot  | 1er tour A. Ramos    | —           | —                     | —    | —      | —                   | —        | —     |

N.B. : sous le résultat se trouve le nom de l’ultime adversaire.

## Victoires sur le top 10
Toutes ses victoires sur des joueurs classés dans le top 10 de l'ATP lors de la rencontre.
| # | M.C.  | Tournoi | Année | Surface    | Adversaire       | Rang | Tour | Score          |
| - | ----- | ------- | ----- | ---------- | ---------------- | ---- | ---- | -------------- |
| 1 | no 93 | Bâle    | 2018  | Dur (int.) | Marin Čilić      | no 6 | 1/8  | 7-5, 7-62      |
| 2 | no 93 | Bâle    | 2018  | Dur (int.) | Alexander Zverev | no 5 | 1/2  | 6-3, 66-7, 6-4 |

## Classement ATP en fin de saison
| Année          | 2006 | 2007 | 2008 | 2009 | 2010 | 2011 | 2012 | 2013 | 2014 | 2015 | 2016 | 2017 | 2018 |
| Rang en simple | 1540 | 758  | 628  | 469  | 289  | 217  | 161  | 147  | 172  | 165  | 133  | 93   | 60   |

Source : (en) Classements de Marius Copil sur le site officiel de la Fédération internationale de tennis